# Calvi
Calvi je francouzská obec, která se nachází v departementu Haute-Corse, v regionu Korsika.

## Poloha
Obec má rozlohu 31,2 km². Nejvyšší bod je položený 700 m n. m. a nejnižší bod 0 m n. m.

## Obyvatelstvo
Počet obyvatel obce je 5 598 (1. leden 2011).
Následující graf zobrazuje vývoj počtu obyvatel v obci.

Zdroje: INSEE